# Pyrgocyphosoma longilamellatum
Pyrgocyphosoma longilamellatum är en mångfotingart som först beskrevs av Karl Wilhelm Verhoeff 1931.  Pyrgocyphosoma longilamellatum ingår i släktet Pyrgocyphosoma och familjen knöldubbelfotingar. Inga underarter finns listade i Catalogue of Life.